# Pennsylvania (Devon)
Pennsylvania – dzielnica w Exeter w Anglii, w Devon, w dystrykcie Exeter. W 2011 miejscowość liczyła 5343 mieszkańców.